# Gierasim Chugajew
Gierasim Gieorgijewicz Chugajew pseudonim Rezo (oset. Хуыгаты Георгийы фырт Герасим (Резо); ros. Герасим (Резо) Георгевич Хугаев; gruz. გერასიმე ხუგაევმა; ur. 15 listopada 1945 w Czasawali, zm. 22 października 2024) – osetyński działacz partyjny i polityczny, premier Osetii Południowej od października 1993 do maja 1994 i od grudnia 2001 do sierpnia 2003 roku. 
Od 1975 do 1981 studiował na fakultecie filozoficznym na Moskiewskim Uniwersytecie Państwowym. W 1981 został partyjnym sekretarzem w Kwaisi, w 1987 także wiceprzewodniczącym komitetu organizacyjnego w południowoosetyńskim oddziale partii. W 1990 wybrany do parlamentu I kadencji w Osetii Południowej. Aktywnie uczestniczył w wojnie z lat 1991–1992, po której został wicepremierem. Od października 1993 do maja 1994 po raz pierwszy kierował rządem. W 1996 znów został wicepremierem. Wystartował w wyborach prezydenckich w roku 1996, zdobywając 23,9% poparcia.
Następnie zasiadał na czele organizacji rządowych, m.in. był organizatorem Narodowego Kongresu Alańskiego i wiceprezesem towarzystwa naukowego. W 2001 roku pokierował skuteczną kampanią prezydencką Eduarda Kokojtego. Po zwycięstwie ostatniego od grudnia 2001 do sierpnia 2003 ponownie kierował Radą Ministrów. W 2009 został merem Cchinwali.